# Arrecife Ernest Legouvé
Arrecife Ernest Legouvé es el nombre que ha recibido un supuesto islote que habría sido descubierto en 1902 por el capitán francés Ernest Legouvé en el océano Pacífico Sur entre el archipiélago de las Tuamotu y Nueva Zelanda.
Según el informe del capitán Legouvé, este arrecife mediría tan solo unos 100 metros de longitud acompañado por más pequeños islotes y sus coordenadas serían 35°12′S 150°40′O / -35.200, -150.667. El gobierno francés recién dio comunicación oficial de tal ubicación a la Oficina Hidrográfica Internacional el 9 de febrero de 1957.
Fue buscado infructuosamente en los años 1982 y 1983.
Como la isla Tabor aparece en muchas cartografías (incluso atlas) pero no existe certeza de su existencia real, por lo que se suele categorizar entre las islas fantasmas.

## Literatura
Llama la atención que, antes del supuesto descubrimiento, Jules Verne situara la Isla Misteriosa («Isla de Lincoln») de la novela homónima en coordenadas próximas a las señaladas para este supuesto arrecife.
- Datos: Q1356235